# Mulatu Astatke

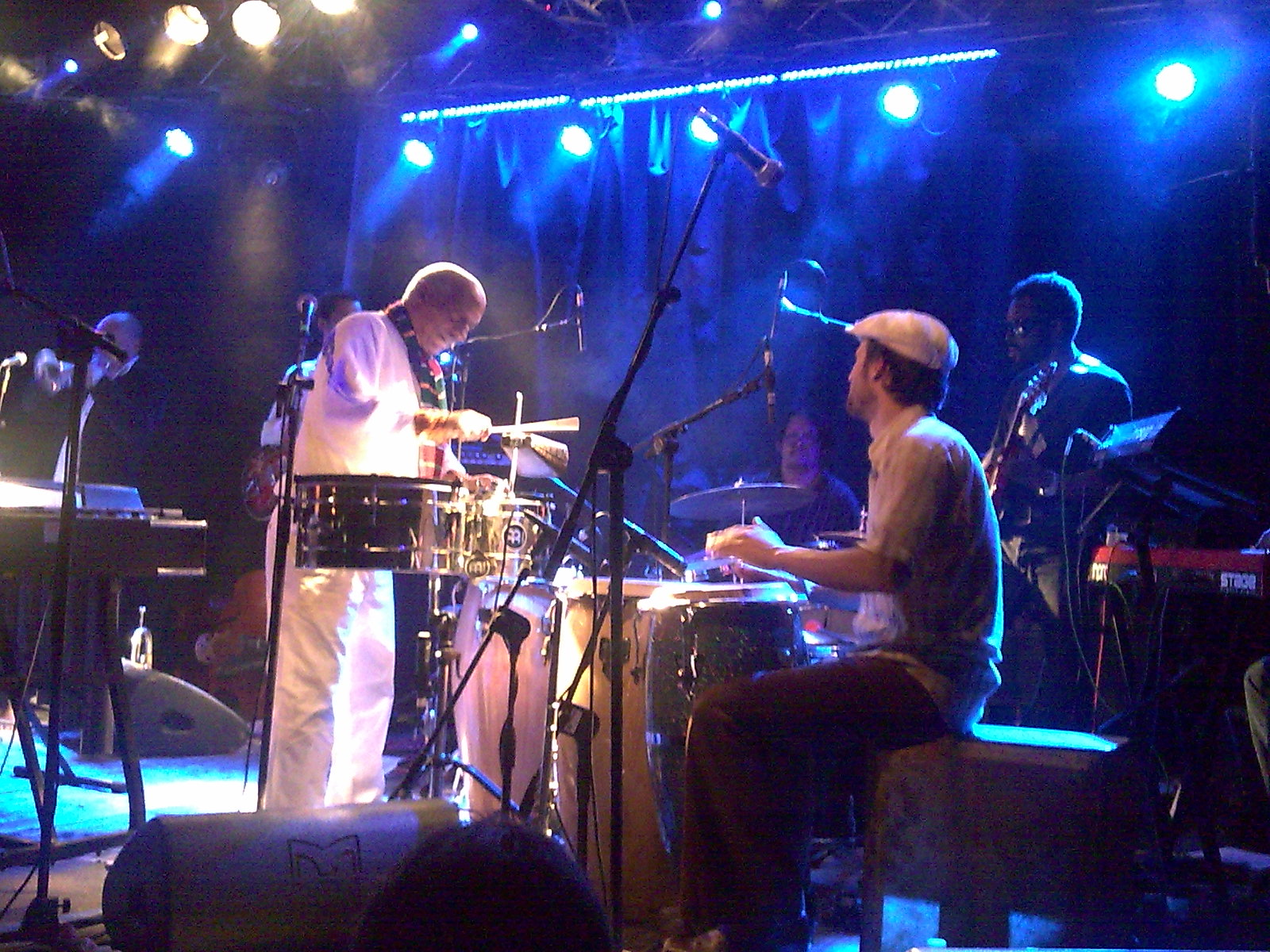
Mulatu Astatke en el escenario con on «The Heliocentrics» en 2009 en Roma.

Mulatu Astatke (o Astatqé) (abugida: ሙላቱ አስታጥቄ) (Jimma, 19 de diciembre de 1943) es un músico, compositor y arreglista etíope. Se le considera el padre del ethio-jazz. Su formación musical se realizó en el Trinity Laban Conservatoire of Music and Dance de Londres, donde estudió clarinete, piano y armonía, Nueva York y Boston, donde fue el primer estudiante africano y también el primer africano en conseguir un doctorado del Berklee College of Music; allí estuvo formándose en vibráfono y percusiones. Posteriormente combinó la influencia del jazz y la música latina con la música tradicional etíope.
Trabajó con muchos artistas de jazz influyentes como Duke Ellington durante la década de 1970. Tras encontrarse con la banda de Massachusetts Either/Orchestra en Adís Abeba en 2004, Mulatu comenzó una colaboración con dicha banda con la que actuó en Escandinavia en el verano de 2006 y Londres, Nueva York, Alemania, Holanda, Glastonbury, Dublín y Toronto en el verano de 2008. En el otoño de 2008 colaboró con la londinense Psyche-Jazz collective, con The Heliocentrics en el álbum «Inspiration Information Vol. 3», que incluía versiones de sus primeros clásicos del ethio-jazz junto con nuevo material tanto de The Heliocentrics como propio. El instrumento característico de Mulatu es el vibráfono.
En 2005, compuso parte de la banda sonora de la película de Jim Jarmusch Broken Flowers. Además, el volumen 4 de las serie Ethiopiques se dedica completamente a su música. También ha producido a muchos artistas de África Oriental, incluyendo a Mahmoud Ahmed. 
Astatké lanzó un doble álbum de venta exclusiva para los pasajeros de Ethiopian Airlines, siendo el primer disco una compilación de los diferentes estilos de las distintas regiones de Etiopía, y el segundo, originales grabados en estudio. 
En 2007 y 2008, disfrutó de una beca del Radcliffe Institute en la Universidad de Harvard, donde trabajó en modernizaciones de los instrumentos tradicionales etíopes. También fue artista en residencia Abramowitz Artist en el Instituto Tecnológico de Massachusetts en Cambridge (Massachusetts).  Además de participar en conferencias y talleres, fue consejero del MIT Media Lab para la creación de una versión moderna del krar, un instrumento tradicional etíope, para lo que volvió brevemente al MIT en primavera de 2009 para supervisar su progreso.
El 1 de febrero de 2009, Mulatu Astatke ofreció un concierto en el Auditorio Luckman Auditorium en Los Ángeles con una banda que incluía músicos de jazz tan notables como Bennie Maupin, Azar Lawrence y Phil Ranelin. 

## Discografía parcial
- Mulatu of Ethiopia
- Ethio Jazz
- From New York City to Addis Ababa: The Best of Mulatu Astatke
- Assiyo Bellema
- Mulatu Steps Ahead
- Sketches of Ethiopia